# Kim Kuk-hyang (sollevatrice)
Kim Kuk-hyang (20 aprile 1993) è una sollevatrice nordcoreana vincitrice di una medaglia d'argento ai Giochi olimpici estivi di Rio de Janeiro 2016 nella categoria oltre 75 kg.